# Maria Verschoor
Maria Verschoor (22 de abril de 1994) é uma jogadora de hóquei sobre a grama neerlandesa, medalhista olímpica.

## Carreira
Maria Verschoor integrou o elenco da Seleção Neerlandesa Feminina de Hóquei Sobre Grama, nas Olimpíadas de 2016, conquistando a medalha de prata. Já nas Jogos Olímpicos de Verão de 2020, em Tóquio, ela consagrou-se campeã. Nos Jogos Olímpicos de Verão de 2024, em Paris, conquistou a medalha de ouro no torneio feminino do hóquei sobre a grama, após vencer a final contra a equipe chinesa por pênaltis.